# Pierre-Marie-Alexis Millardet
Pierre-Marie-Alexis Millardet (Montmirey-la-Ville, 13 dicembre 1838 – Bordeaux, 15 dicembre 1902) è stato un botanico francese.

## Biografia
Studiò presso l'Università di Heidelberg e Freiberg, poi diventò professore di botanica presso l'Università di Strasburgo (1869), Nancy (1872) e Bordeaux (1876).
Millardet è soprattutto ricordato per il suo lavoro sui parassiti nelle piante. Nel 1860 i vigneti della Francia furono infestati dalla Daktulosphaira vitifoliae, un parassita appiccicoso, che si trova soprattutto in Europa. Millardet fu un seguace del botanico Jules Émile Planchon (1823-1888), dal quale insieme, fecero da anti-parassitari per le viti americane.
Egli è stato anche responsabile della protezione dei vigneti contro la Plasmopara viticola. 
Utilizzando un fungicida composto da calce idrata, solfato di rame e acqua, una miscela che è diventata nota come "Poltiglia bordolese". 
È stato il primo fungicida ad essere utilizzato in tutto il mondo, ed è ancora oggi utilizzato.

## Opere
- Monographie sur la croissance de la vigne et la technique d'hybridation artificielle.
- Un porte-greffe pour les terrains crayeux et marneux les plus chlorosant.
- Notes sur les vignes américaines et opuscules divers sur le même sujet.
- Pourridié et Phylloxéra. Etude comparative de ces deux maladies de la vigne, 1882.
- Histoire des principales variétés et espèces de vignes d'origine américaine qui résistent au phylloxera, (1885).